# Jernbron
Jernbron (Järnbron) är en bro för gående och cyklister över Fyrisån i centrala Uppsala. Den låg tidigare vid nuvarande Sankt Olofsgatan, dåvarande Järnbrogatan, men förbinder numera Sankt Johannesgatan och Linnégatan. Bron är ett verk av arkitekten Georg Theodor Chiewitz och invigdes år 1848.

## Historia
Initiativtagare till bron var Robert von Kræmer, landshövding i Uppsala län 1830–1862. Den enda förbindelsen som då fanns över Fyrisån norr om Kvarnfallet var under sommarhalvåret en liten färja. Vintertid gick folk ofta ner sig vid passagen över den på grund av strömmen tunna isen och drunknade. Uppsala hade dessutom vid denna tid drabbats av missväxt, och många gick arbetslösa. Kræmer försökte skapa  nödhjälpsarbeten, och Jernbron blev en del av detta projekt. 
Jernbron byggdes under åren 1846–1848, och redan i slutet av 1846 öppnades bron första gången för trafik. Kort efter öppnandet brast dock två ankarjärn och man tvingades stänga den, samt fortsätta brobygget med olika förstärkningar. År 1847 fick bron namnet "Prins Carls bro" efter dåvarande kronprins Carl, som då studerade vid Uppsala universitet. De förgyllda monogrammen på bron, ett C med en krona och årtalet, är ett minne av detta. Namnet blev dock inte långlivat, utan bron kallades så småningom "Järnbron". 
Jernbron var den första hängbron av denna typ i hela Sverige, med pyloner av gjutjärn från Brevens bruk, och invigdes den 1 oktober 1848.
År 1953 stängdes bron för motortrafik, och vid breddning av gatan 1964 för att klara mer trafik monterades bron ner och ersattes av S:t Olofsbron, och gatans namn byttes samtidigt från Järnbrogatan åter till Sankt Olofsgatan. Efter nedmonteringen placerades bron i ett av Uppsala kommuns förråd. I samband med staden Uppsalas 700-årsjubileum år 1986 överlämnade Uppsala Handelskammare och Företagarförening ett penningbidrag till ett återuppsättande av bron. Bron återuppsattes året därefter för att förbinda S:t Johannesgatan med Linnégatan, strax norr om sitt tidigare läge, och invigdes den 8 september 1987. Bron spänner nu cirka 40 m över Fyrisån.

## Jernbron i kulturen
Jernbron nämns i sångsamlingen Gluntarne i glunt nr 21, Gluntens misstag, vers 3 ("Herr Chiewitz och hans bro").

## Bilder

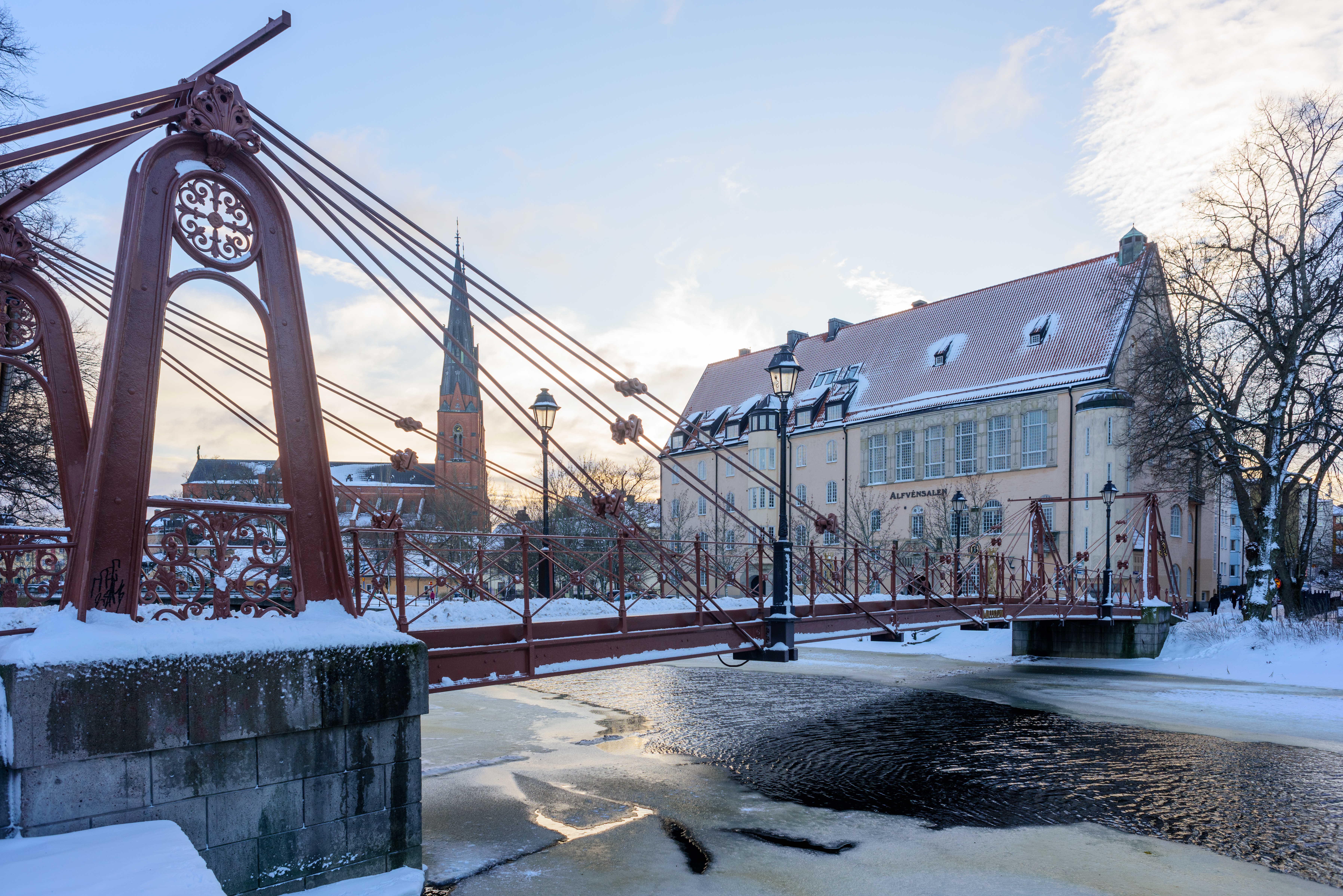
Bron i januari 2025.
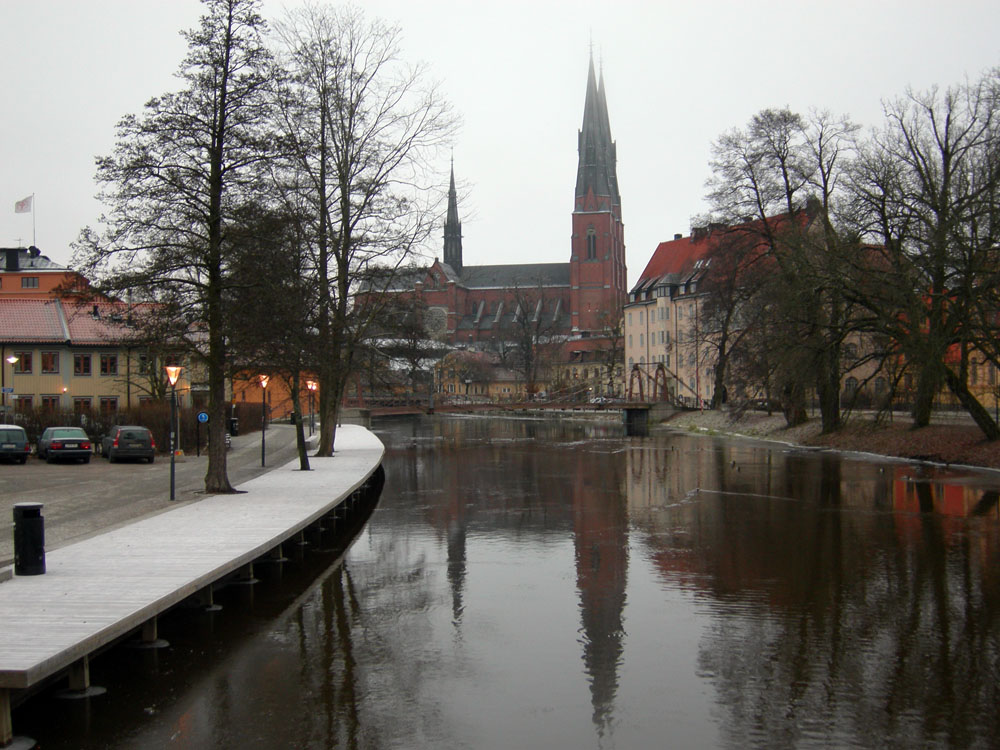
Översiktsbild.
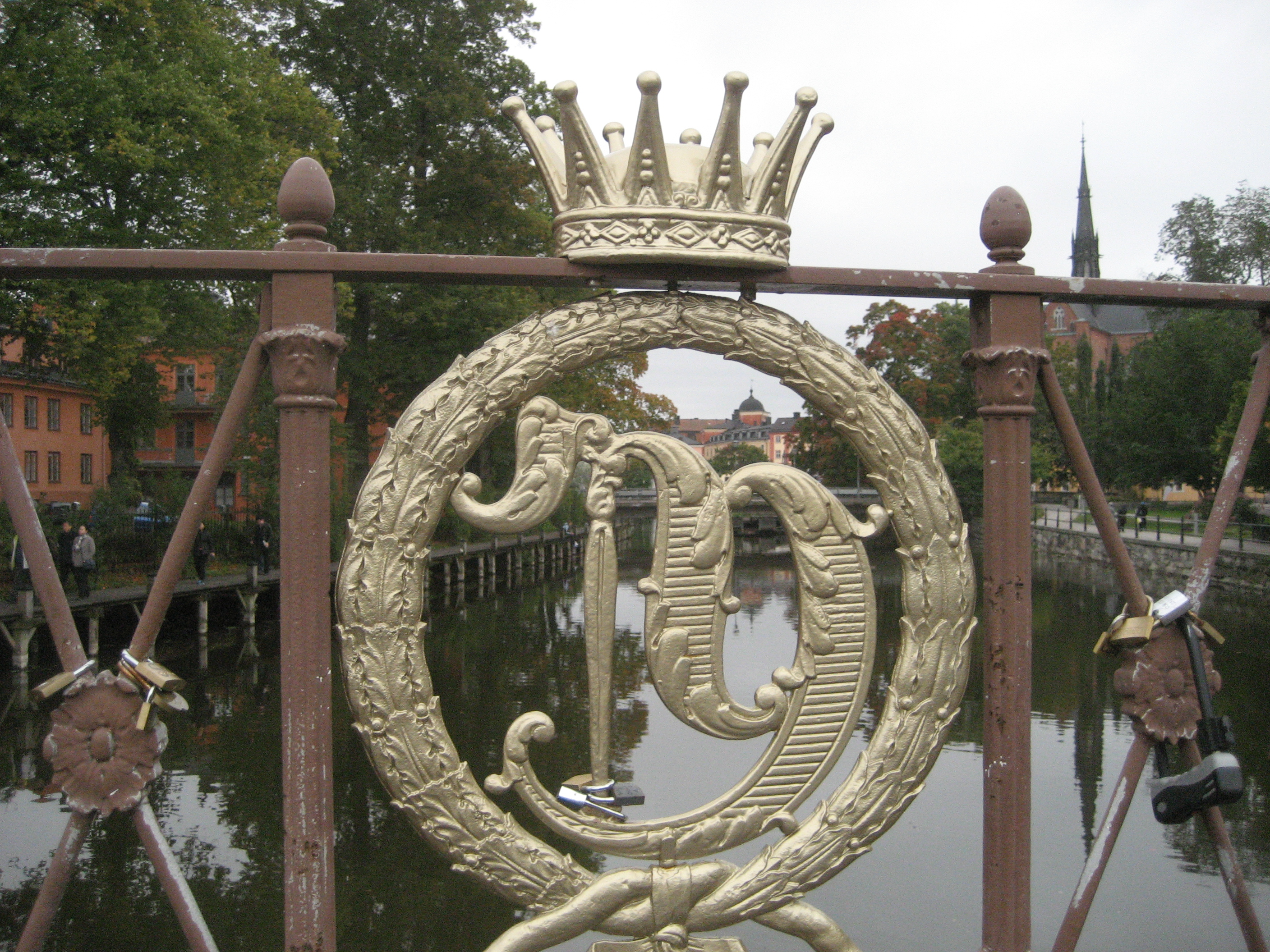
Kronprins Carls monogram.
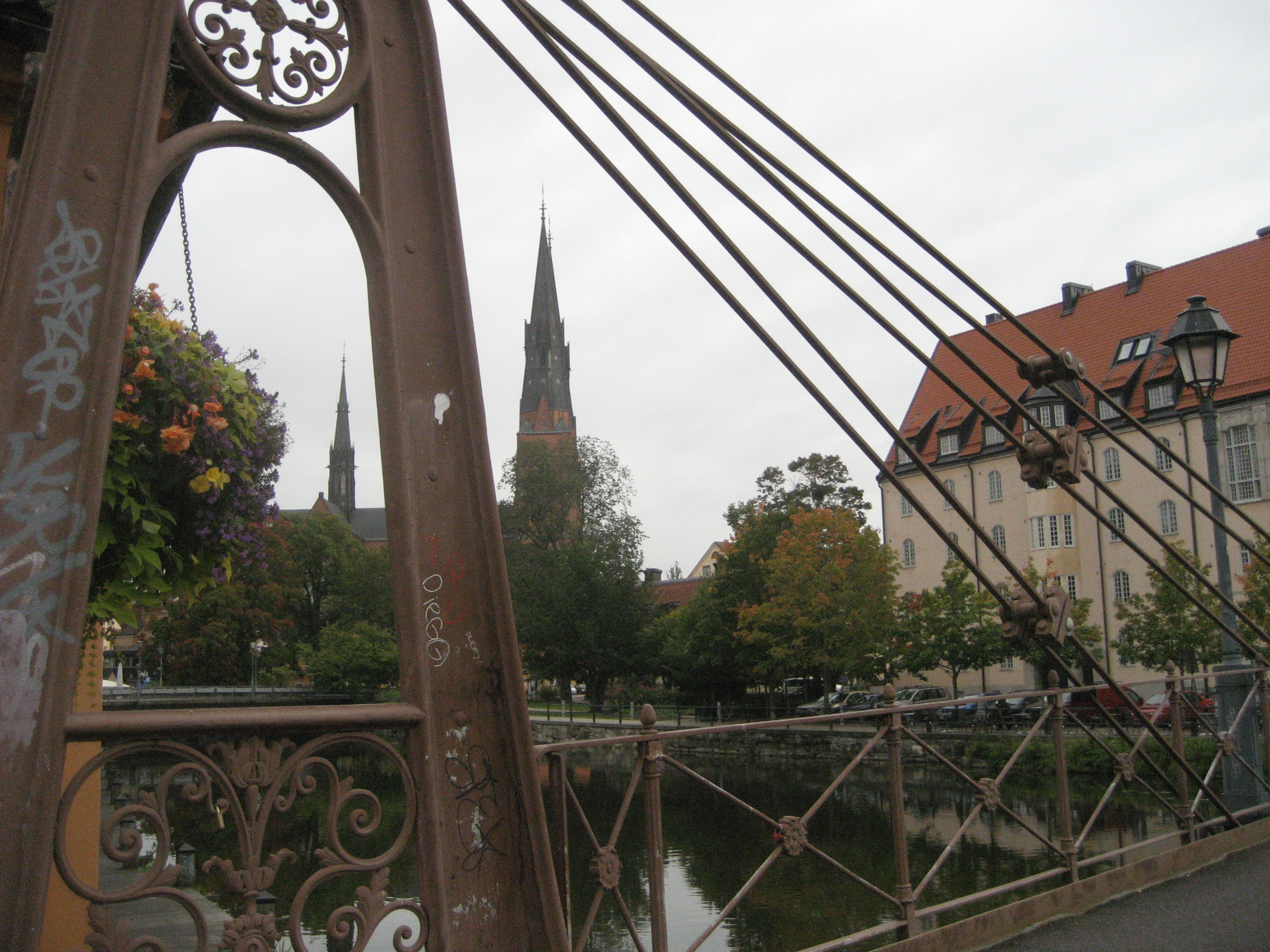
Östra pylonen.